# Johannes Hauer
Johannes Hauer (Villingen-Schwenningen, 12 ottobre 1984) è un attore tedesco di teatro, cinema e televisione.

## Biografia
Johannes Hauer è nato nel 1984 a Villingen, ma è cresciuto a Sankt Georgen im Schwarzwald. Dall'età di cinque anni ha studiato violino. A 14 anni faceva già parte di una piccola orchestra sinfonica con cui ha tenuto concerti in gran parte dell'Europa, compresa l'Italia. A diciassette anni si è trasferito a Monaco di Baviera per studiare recitazione presso l'Otto-Falkenberg-Schule. Una delle sue insegnanti era Nicola Tiggeler.
Del 2006 è la sua prima esperienza importante: la partecipazione ad un episodio della serie tv poliziesca SOKO 5113. Dello stesso anno è il cortometraggio Otzenrath: Last Day. per cui ottiene il premio del pubblico al Zinebi - International Festival of Documentary and short film of Bilbao. A questo cortometraggio ne fanno seguito altri: StreikbluesNoir e Die Rote Kapelle.
Dal 2007 al 2010 è uno degli interpreti principali della soap opera tedesca Sturm der Liebe (In Italia conosciuta come Tempesta d'amore), dove interpreta il ruolo di Ben Sponheim.

## Carriera

### Teatro
- The Threepenny Opera (2003)
- Ronja, the Robber's Daughter (2003/2004)
- M8MIT – Super (2004)
- The Imaginary Invalid (2010/2012)

### Cinema
- Otzenrath: Last Day. (2006) - Cortometraggio - Durata: 26 min.
- Streikblues (2007) - Cortometraggio - Durata: 20 min.
- Noir (2007) - Cortometraggio - Durata: 5 min.
- Die Rote Kapelle (2009) - Cortometraggio - Durata: 19 min.
- Murphy's Love (2011) - Cortometraggio
- Vieja Vida (2014) - Cortometraggio

### Televisione
- SOKO 5113 - Wehrlos (2006)
- Berlin D.C. - Wild Things (2006)
- Sturm der Liebe (2007-2010) - Soap opera - Das Erste - Ruolo: Ben Sponheim - Doppiaggio: Federico Zanandrea
- Die Rosenheim-Cops - Episodio: Die sieben Kreuze (2007) / Episodio: Mord im Klassenzimmer (2014)
- Code 21 – Super Skyline (2008)
- Mein eigen Fleisch und Blut (2011)
- Blindgänger (2015)